# 大髙啓二
大髙啓二（おおたか けいじ、1968年 - ）は、日本と中国で活動する空間デザイナー。
リアル店舗ビジネスコンサルタント。クリスマス空間演出デザイナー。VMD＋五感空間クリエイター・VMD業界のパイオニア的人物。
フォーハーツ株式会社（4hearts co., Ltd.）代表取締役/CEO。日本ディスプレイクリエイター協会JDCA 理事、日本ディスプレイクリエイターアカデミー講師、日本空間デザイン協会DSA 正会員、日本商環境デザイン協会JCD 正会員。日本ドアリースプロジェクト推進大使就任。

## 来歴/人物
山梨県生まれ。大手小売企業に入社。人事異動でVMD(ビジュアル・マーチャンダイジング)を担当して以来、様々な売り場づくりのディレクション、現場での指導や研修を行う。
2013年に独立し、フォーハーツ株式会社（4hearts co., Ltd.）を設立。中国と日本で店舗設計、五感デザイン（音、香りを含む）による　空間デザインを手がける。
またVMDビジネスコンサルティングで人材育成・ブランドガイドラインを担当。
2016年、表参道ヒルズ10周年記念、クリスマス企画デザインを担当。2017年には「TED×Kumamoto」のスピーカーに選ばれた。
2021年、初の著書「新小売 リアル店舗戦略」を出版。
2021年、東京駅KITTE丸の内 WHITE KITTEクリスマス空間デザイン演出を担当。
2022年、東京駅KITTE丸の内 WHITE KITTE
クリスマス空間デザイン/企画担当。
2023年、永井酒造新複合施設「SHINKA」空間企画設計担当
2023年、故郷山梨大月駅記念モニュメントデザイン無償提供
苗字は本来は大高ではなく「大髙」である。

## 講演
〈日本〉
- 2016表参道ヒルズ10周年クリスマス演出 「Find your Christmas 星降るクリスマス」企画デザイン
- 2016〜2022　LOFT 全国店舗年間VMD研修講師と店頭プロモーション演出
- 2017.18ザ・ブリンスタワー東京 プロジェクションマッピング「REBRON」 総合監修
- 2017〜2021[六本木ヒルズ]スカイデッキ 年間オリジナルサウンド企画プロデュース
- 2017品川プリンスホテル「Luxe DIning HAPUNA」空間演出プロデュース
- 2017TED×Kumamoto登壇
- 2018〜2022 DULTON 全店VMDコンサル

＊2019ヴィーナスフォート 20周年記念クリスマスイルミネーション演出
- 2020OSHMAN'S HARAJYUKU 店舗デザイン＆VMD 空間演出プロデュース
- 2021 KITTE丸の内　「WHITE KITTE」クリスマス企画空間デザイン担当
- 2021〜2022 ヴィーナスフォート最後のイルミネーション空間演出担当
- 2019〜2021ザ・プリンスギャラリー紀尾井町東京クリスマス空間デザイン担当

＊2022 KITTE丸の内　「WHITE KITTE」クリスマス企画空間デザイン担当
＊2023 永井酒造　新複合施設「SHINKA」
空間設計＋五感サウンドデザイン担当
- 2023 山梨県大月市駅前　記念モニュメントデザイン無料提供

〈中国〉
-店舗設計・VMD設計-2017〜2020
- Alibaba 淘宝心選　タオバオチョイス実験店舗VMD設計（生活雑貨）
- 哲品 ZENS　店舗設計＋VMD＋五感設計（茶器）
- 良品铺子 BESTORE　五代目店舗設計＋VMD＋五感設計＋店舗基準作成（中文）（お菓子）

- 愛空間本社旗艦店　I SPACE VMD＋五感設計（住宅メーカー）
- GUANZU本社ショールーム　VMD＋五感設計（セラミック建材メーカー）
- 喜茶　HEY!TEA! 店舗ガイドライン作成（カフェ）

- ME & WE 店舗設計＋VMD＋五感設計（コスメ）
- MILUX 本社ショールーム店舗設計＋VMD＋五感設計（窓建材メーカー）
- GUANZHU　会社本社ショールーム　VMD＋五感設計（セラミック建材メーカー）
- SYLAZTIME 旗艦店舗設計＋VMD＋五感設計（ワイン）

-講演-
- CHINA COSMETIC SUMMIT2019
- 広州デザインウィーク2019 ほか
- 上海交通大学主催　深圳経営者向講演2021
- 2022JAPANSHOP 「流行るSHOPの作り方」講演
- 2023杭州アパレル業界記念講演